# Верх-Исетский горнозаводский округ
Верх-Исе́тский горнозаво́дский о́круг — административно-хозяйственное объединение металлургических предприятий в Российской империи на территории современной Свердловской области. Сформировался как административно-хозяйственная единица в 1798 году в Екатеринбургском и Верхотурском уездах Пермской губернии со штаб-квартирой в Верх-Исетском заводе. Один из крупнейших горнозаводских округов Урала. Округ был посессионным и объединял в разное время от 13 и более предприятий, специализируясь на производстве кровельного железа. Предприятия, рудники, прииски округа были объединены в несколько дач. 31 января 1918 года всё имущество округа было национализировано.

## История

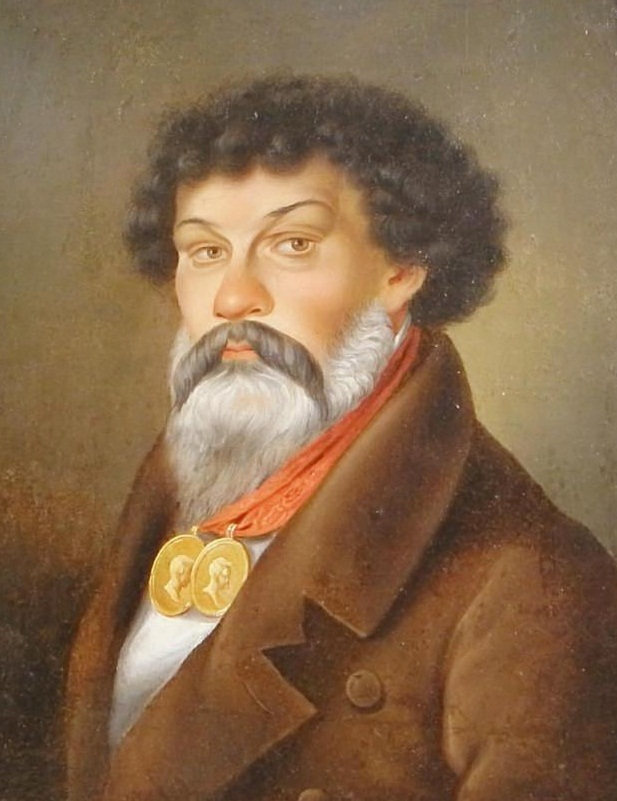
Г. Ф. Зотов, первый управляющий округом (управлял с 1798 по 1823 годы)

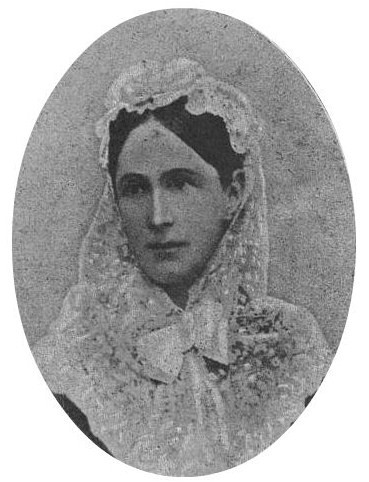
Н. А. Стенбок-Фермор, владелица округа с 1862 по 1897 годы

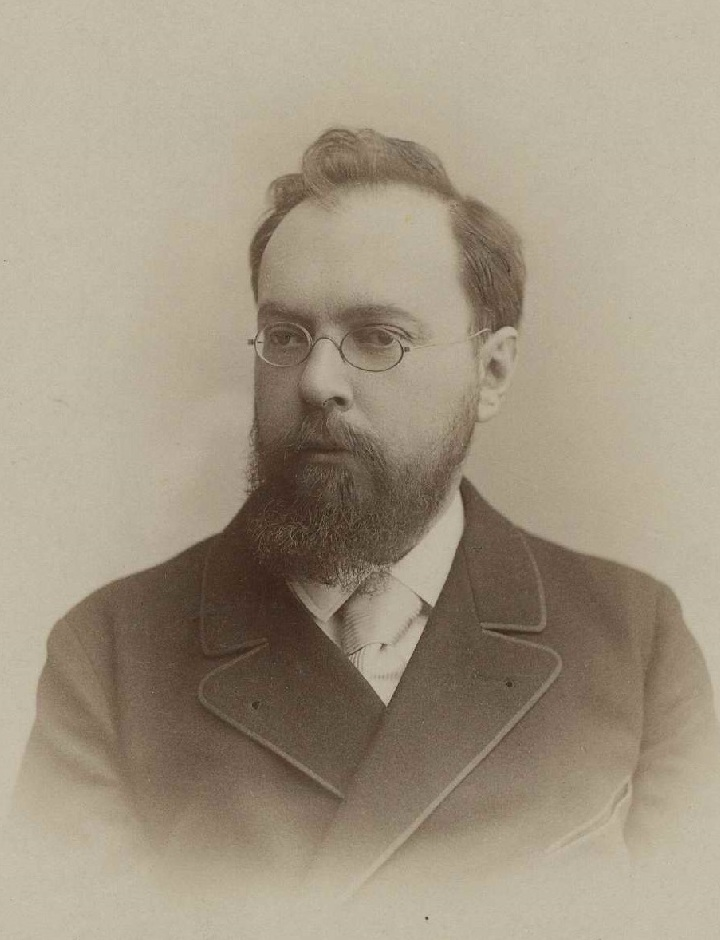
А. И. Фадеев, управляющий округом в 1896—1908 годы

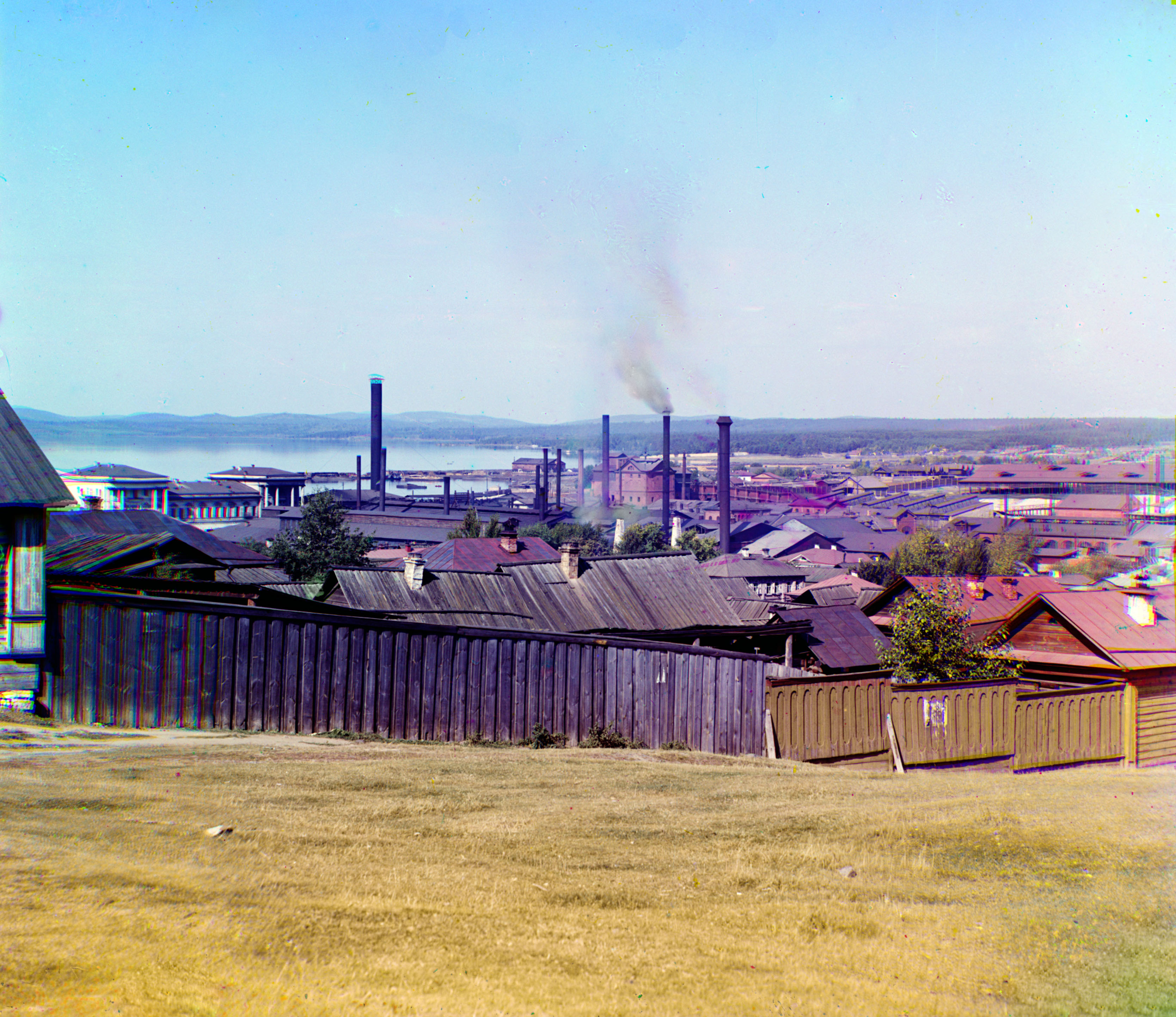
Верх-исетский завод, 1910 (фото С. М. Прокудина-Горского)

### XVIII—XIX века
- Верх-Исетский
- Верх-Нейвинский
- Верхнетагильский
- Вогульский
- Нейво-Рудянский
- Нижне-Нейвинский
- Нижне-Сылвенский
- Пышмино-Ключевской
- Режевской
- Саргинский
- Сылвенский
- Уткинский
- Шайтанский
- Шуралинский

- Верх-Исетская
- Верх-Нейвинская
- Верхне-Тагильская
- Дача Шайтанского лесничества
- Режевская
- Сылвинская
- Ново-Уткинская
- Шуралинская

Горнозаводский округ сформировался в конце XVIII века из горных заводов и земель Саввы Яковлева и его наследников. Указ Берг-коллегии о создании Главного Верх-Исетского заводского правления был издан 23 сентября (4 октября) 1798 года. Первым управляющим округа был назначен выходец из крепостных Г. Ф. Зотов. С 1896 года главным управляющим округа был А. И. Фадеев. По состоянию на 1892 год, общая площадь заводских дач округа составляла 529 тыс. десятин, в том числе 410 тыс. десятин лесных угодий. На территории округа находились месторождения железа, марганца, хрома и меди, а также россыпи золота. Производство древесного угля для снабжения заводов осуществлялось в 109 печах, потреблявших 14 тыс. кубических саженей дров в год. Вырубка леса производилась на расстоянии более 27 вёрст от заводов. Также не территории округа добывался торф, а с 1895 года было налажено его брикетирование.
В начале XIX века в состав округа входили 13 чугуноплавильных и железоделательных и 2 медеплавильных завода, штаб-квартира и администрация округа располагались в Верх-Исетском заводе. На заводах округа действовали 5 доменных печей, также в состав заводского оборудования входили 2 запасные домны и 54 кричных молота, что позволяло выплавлять ежегодно по 500—600 тыс. пудов чугуна и выковывать по 400 тыс. пудов железа разных сортов. На рубеже XVIII—XIX веков суммарные мощности по выплавке чугуна превышали мощности кричных фабрик, что стало предпосылкой к строительству Яковлевыми новых заводов. В 1795 году был запущен Саргинский завод, в 1803 году — Нижне-Нейвинский, в 1810 году — Нейво-Рудянский, в 1816 году — Нижне-Сылвенский заводы.
С 1819 года на территории округа началась добыча россыпного золота. В 1860 году Верх-Исетский округ выплавил 727 тыс. пудов чугуна, произвёл 495 тыс. пудов железа, 0,5 тыс. пудов стали, 7 тыс. пудов меди, а также 20 пудов и 21 фунт золота. Продукция Верх-Исетских заводов выделялась среди уральских производителей высоким качеством. Общий штат заводских рабочих насчитывал около 7 тыс. человек.
В 1860-х годах Исовские прииски, входившие в состав округа, наряду с приисками Нижнетагильского округа и Крестовоздвиженскими приисками давали бо́льшую часть уральской платины.

#### После отмены крепостного права
Здание Петербургского торгового банка, где располагалось правление общества Верх-Исетских заводов
После отмены крепостного права на Верх-Исетских заводах начались существенные реконструкции основных агрегатов. Доменные печи были модернизированы с увеличением их высоты и оптимизацией профиля, в 1880-х годах старые кричные горны были заменены контуазскими горнами или пудлинговыми печами. Водяные колёса были заменены водяными турбинами или паровыми машинами. На Верх-Исетском и Режевском заводах были смонтированы и запущены мартеновские печи. Все эти мероприятия позволили значительно увеличить общие объёмы производства и переработки металлов.
В 1887 году на Сибирско-Уральской научно-промышленной выставке в Екатеринбурге Верх-Исетский округ за отличное качество всех сортов выпускаемого железа (и особенно кровельного) получил высшую награду — золотую медаль имени государя наследника-цесаревича.
Верх-Исетский округ относился к посессионным. После наделения крестьян землёй по закону 1893 года площадь территории округа сократилась с 704,8 тыс. десятин до 374,9 тыс. десятин. Суммарный размер податей, уплаченных в казну всеми заводами округа, составлял 220,6 тыс. рублей в 1902 году и 195,8 тыс. рублей в 1908 году.
Со строительством на Урале железной дороги заводы Верх-Исетского округа оказались в более выгодном по отношению к другим горнозаводским округам положении. Расстояние от заводов до ближайшей станции составляло от 1 до 86 вёрст. Некоторые заводы других округов были удалены от станций на 120—140 вёрст.

### XX век
В 1908 году на базе предприятий Верх-Исетского округа было создано акционерное общество с основным капиталом в 12,5 млн рублей (50 176 акций номиналом в 250 рублей). В 1910 году компания была реорганизована в акционерное общество Верх-Исетских горных и механических заводов. Основными акционерами общества были А. А. Стенбок-Фермор (7886 акций), А. В. Коншин (2000 акций), С. В. Кудашев (1000 акций), А. О. Брикельмейер (1000 акций), Волжско-Камский банк (21 687 акций), Русский торгово-промышленный банк (13 016 акций), а также Русский банк для внешней торговли и Сибирский торговый и Московский банки, суммарно владевшие 695 акциями. В этот период на предприятиях округа числилось около 10 тыс. рабочих. Баланс общества к 1913 году составлял 21,8 млн рублей, в том числе 16 млн рублей имущества. Прибыль общества не превышала нескольких десятков тысяч рублей, дивиденды не выплачивались. В состав правления общества, находившегося в Петербурге по адресу Невский проспект, 7/9, входили Р. А. Оцко (директор-распорядитель), А. А. Стенбок-Фермор (председатель), П. Б. Щербатов, В. Н. Липин, Ю. М. Тищенко, (директор в годы мировой войны) и П. О. Гукасов.
В 1910—1916 годах заводы округа вновь были модернизированы с одновременным перераспределением мощностей. Прокатное и мартеновское производства в этот период были сконцентрированы на Верх-Исетском заводе, имевшем в этот период 3 мартеновские печи и 6 прокатных станов. Чугун выплавляли Режевской, Уткинский и Нейво-Рудянский заводы. К 1905 году устаревшее кричное производство в округе сохранилось только на Уткинскм заводе. Шайтанский завод, изготавливавший кричную болванку, в 1905 году был остановлен и закрыт. В 1910 году были закрыты нерентабельные Верхнетагильский, Сылвинский и Нижнесылвинский заводы, а в 1912 году — Нижне-Верх-Нейвинский. На Верх-Нейвинском заводе осталось небольшое чугунолитейное и механическое производства. Общий бюджет на реконструкцию заводов округа 1910-х годов и покупку нового английского оборудования оценивается в 11 млн рублей.
Производство кровельного железа стало основной специализацией округа в целом. Его доля в общем объёме производства достигла 80,2 % к 1900 году. С середины 1890-х годов владельцы Верх-Исетского и Алапаевского округов, являвшиеся в то время крупнейшими производителями кровельного железа на Урале, пытались регулировать рыночные цены на свою продукцию и договаривались о совместных каналах сбыта. В 1906 году для этих же целей был создан синдикат «Кровля», в который кроме Алапаевских и Верх-Исетских вошли Нижнетагильские, Сергинско-Уфалейские, и Ревдинские заводы. В начале XX века предприятия синдиката суммарно производили около 80 % всего кровельного железа Урала.
В 1910 году Верх-Исетские заводы выплавили 1172,6 тыс. пудов чугуна, 1351,3 тыс. пудов стали и произвели 1564,6 тыс. пудов стальных и железных изделий, в том числе 924 тыс. пудов кровельного железа.
Объёмы производства кровельного железа на Верх-Исетских заводах в 1913 году достигли 1,45 млн пудов, в 1914 году — 1,57 млн пудов. Производство котельного и сортового железа было прекращено, мощности были переориентированы на изготовление оцинкованного железа. В этот же период развивалось медеплавильное производство, Пышмино-Ключевской завод нарастил выплавку с 61 тыс. пудов в 1910 году до 96,8 тыс. пудов в 1916 году. В 1913 году был запущен Калатинский медеплавильный завод, выплавивший в 1916 году 222 тыс. пудов меди. Для производства серной кислоты был построен Надеждинский сернокислотный завод. Добыча золота на приисках округа составила 24 пуда в 1906 году и 34 пуда в 1910 году.
В годы Первой мировой войны предприятия Верх-Исетского округа перешли в собственность Торгово-промышленного и Волжско-Камского банков, с 1916 года — Азовско-Донского банка. После Октябрьской революции по декрету Совнаркома от 31 января 1918 года всё имущество округа было национализировано.